# Saint-Clair-d'Arcey

Saint-Clair-d'Arcey este o comună în departamentul Eure, Franța. În 1 ianuarie 2018 avea o populație de 338 de locuitori.